# Angelo Zanardini
Angelo Zanardini (Venezia, 9 aprile 1820 – Milano, 7 marzo 1893) è stato un librettista e compositore italiano.

## Biografia
Veneziano, nella primavera del 1854 fece rappresentare al Teatro San Benedetto l'opera Amleto, della quale aveva scritto anche il libretto, ottenendo una critica favorevole.
Trasferitosi a Milano, si dedicò principalmente a scrivere e tradurre libretti lirici. Zanardini è autore della versione italiana delle dei testi dei 12 volumi delle Melodie di Franz Schubert, e di una scelta di melodie di Robert Schumann, che fanno parte della Biblioteca lirica di Casa Ricordi; insieme a Giulio Ricordi tradusse inoltre i versi dei Dodici canti a due voci di Felix Mendelssohn, che fanno parte della stessa Biblioteca lirica.
Scelse la cremazione; le sue ceneri si trovano al Cimitero Monumentale di Milano.

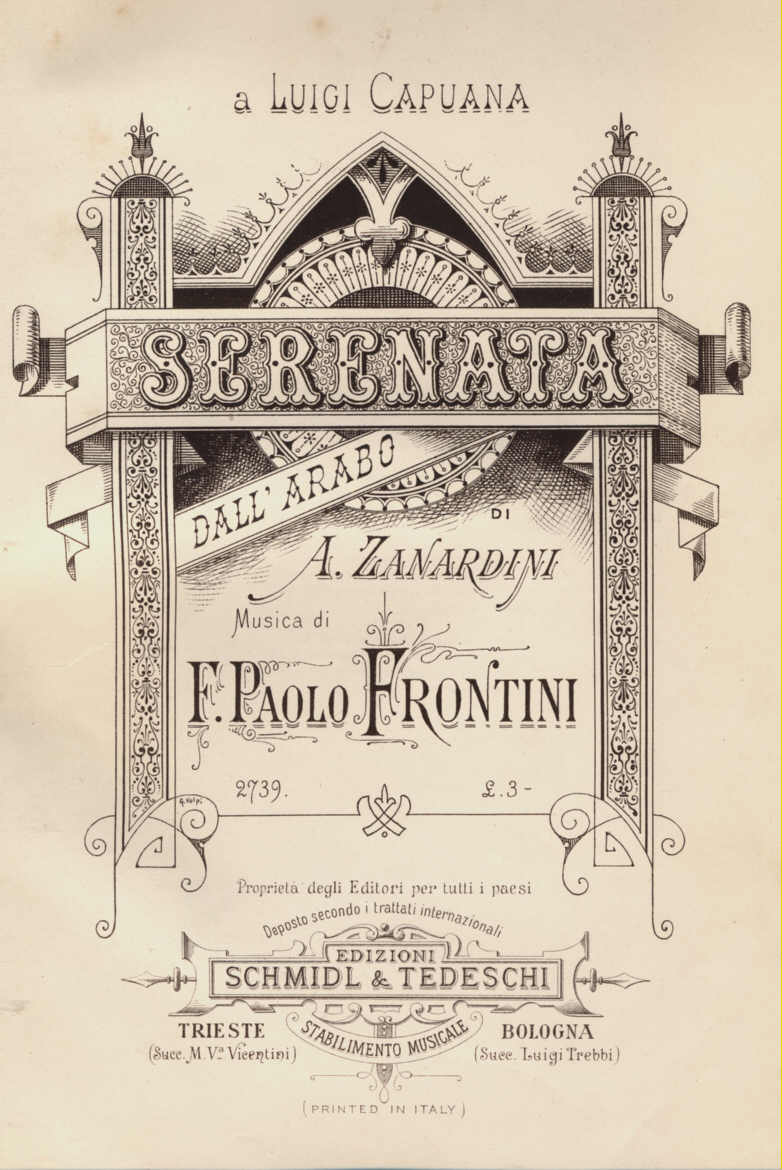
ed. Schmidl e Tedeschi 1891, Musica di Francesco Paolo Frontini.

## Opere

### Libretti scritti
- Amleto, per se stesso
- Il figliuol prodigo, per Amilcare Ponchielli
- Isora di Provenza, per Luigi Mancinelli
- Dejanice, per Alfredo Catalani
- Loreley, per Alfredo Catalani
- Tilda, per Francesco Cilea
- Il lago delle fate, per Cesare Dominiceti
- Le donne curiose, per Emilio Usiglio
- Nozze in prigione, per Emilio Usiglio
- Amazilia, per Antonino Palminteri
- Preziosa, per Antonio Smareglia

### Libretti tradotti e/o versioni ritmiche
- Il re di Lahore, di Jules Massenet
- Don Carlos, di Giuseppe Verdi
- Erodiade, per Jules Massenet
- Feramor, di Anton Rubinstein
- La regina di Saba, di Karl Goldmark
- Il crepuscolo degli Dei, L'oro del Reno, Sigfrido, La Valchiria, I Maestri cantori di Norimberga e Parsifal, di Richard Wagner
- opere di Christoph Willibald Gluck, Gaspare Spontini, Daniel Auber, Fromental Halévy, Friedrich von Flotow
- La mascotte, di Edmond Audran

### Romanze
- Serenata, dall'arabo, versi di Angelo Zanardini, Musica di Francesco Paolo Frontini, ed.Schmidl e Tedeschi 1891
- Gawara, cantilena, (A. Zanardini), Stabilimento musicale F. Lucca, Milano [ca 1879];
- Canzone, messicana, (A. Zanardini), Stabilimento musicale F. Lucca, Milano [ca 1880];